# Concourson-sur-Layon
Concourson-sur-Layon ist eine Ortschaft und eine Commune déléguée in der französischen Gemeinde Doué-en-Anjou mit 575 Einwohnern (Stand: 1. Januar 2022) im Département Maine-et-Loire in der Region Pays de la Loire. Die Einwohner werden Concoursonnais genannt.
Die Gemeinde Concourson-sur-Layon wurde am 30. Dezember 2016 mit Brigné, Forges, Les Verchers-sur-Layon, Meigné, Montfort, Saint-Georges-sur-Layon und Doué-la-Fontaine zur neuen Gemeinde Doué-en-Anjou zusammengeschlossen. Sie gehörte zum Arrondissement Saumur und ist Teil des Kantons Doué-la-Fontaine.

## Geografie
Concourson-sur-Layon liegt etwa 23 Kilometer westsüdwestlich von Saumur in der Landschaft Saumurois. Concourson-sur-Layon liegt im Weinbaugebiet Anjou. 
Durch das Gebiet der ehemaligen Gemeinde fließt der Layon. 

## Bevölkerungsentwicklung
| Jahr                      | 1962 | 1968 | 1975 | 1982 | 1990 | 1999 | 2006 | 2013 |
| Einwohner                 | 621  | 619  | 516  | 489  | 532  | 546  | 544  | 560  |
| Quelle: Cassini und INSEE |      |      |      |      |      |      |      |      |

## Weinbau
Deie Reben im Ort gehören zum Weinbaugebiet Anjou.

## Sehenswürdigkeiten

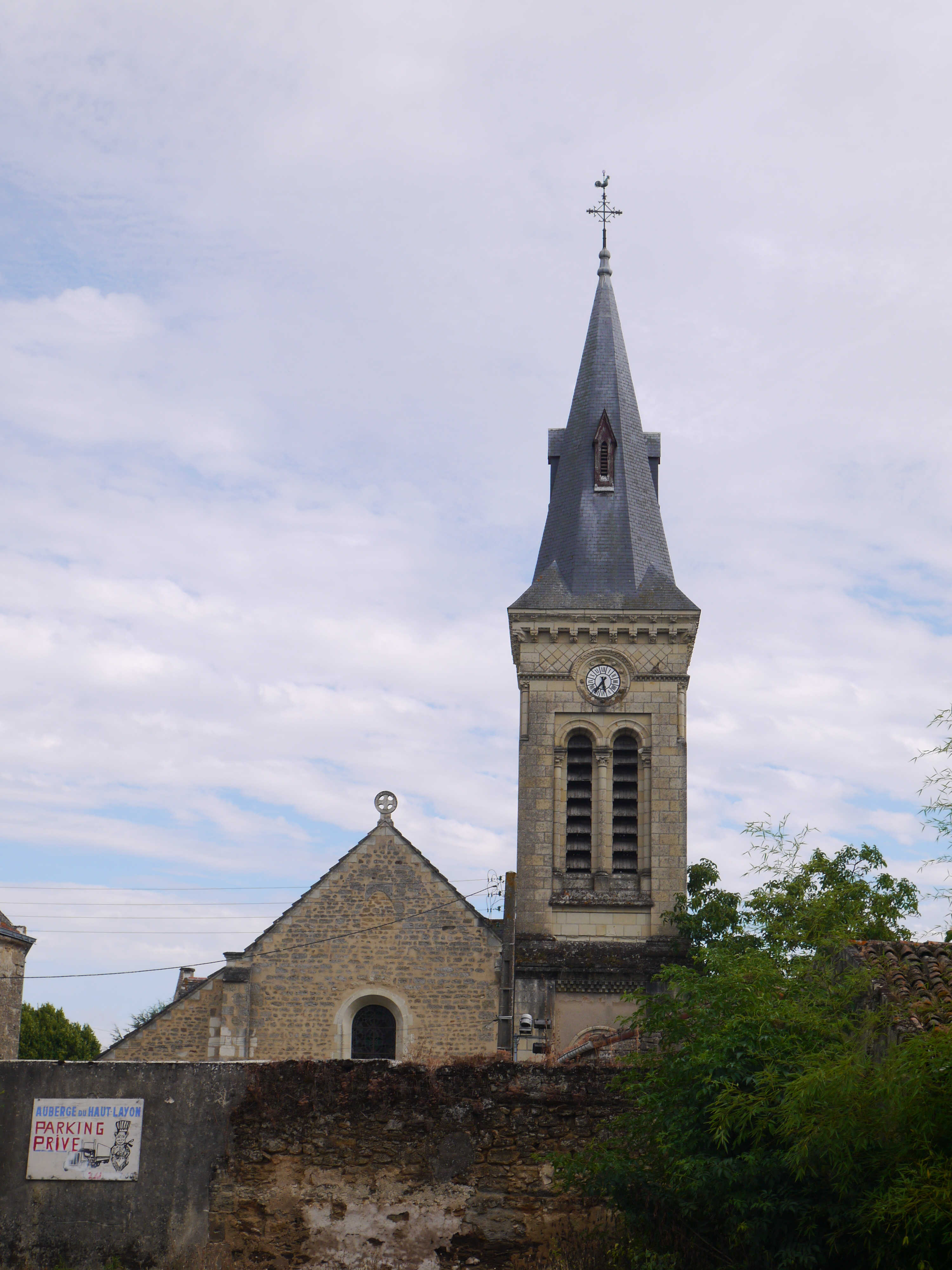
Kirche

- Kirche Saint-Hilaire
- Windmühle Les Bleuces
- Schloss und Domäne Les Rochettes

## Persönlichkeiten
- Régis de Trobriand (1816–1897), Schriftsteller, General der Unionsarmee im Amerikanischen Bürgerkrieg